# Theropogon pallidus
Theropogon pallidus (Wall. ex Kunth) Maxim. – gatunek roślin z monotypowego rodzaju Theropogon Maxim. z rodziny szparagowatych. Występuje w Azji, na obszarze od Himalajów do południowo-środkowych Chin i Mjanmy.  
Nazwa naukowa rodzaju pochodzi od greckich słów θέρος (feros — lato) i πιγούνι (pigouni — broda). Epitet gatunkowy po łacinie oznacza zielonkawy, bladozielony.

## Morfologia
PokrójWieloletnie rośliny zielne.
PędKrótkie kłącze o grubości około 1 cm.
LiścieLiście odziomkowe, wzniesione lub łukowato wygięte, zaostrzone wierzchołkowo, odosiowo owoszczone, siedzące, równowąskie, o wymiarach 15–40×4–12 cm.
KwiatyZebrane po 9–14 w grono o długości 4,5–7 cm, wyrastające na wzniesionym, kanciastym, wąsko oskrzydlonym głąbiku o wysokości 30–35 cm. Każdy kwiat wsparty jest dwiema lancetowato-równowąskimi przysadkami. Szypułki zwykle wygięte, członowane wierzchołkowo, długości 0,8–1,5 cm, zwykle bardzo wąsko oskrzydlone. Kwiaty sześciokrotne. Okwiat dzwonkowaty, biały. Listki okwiatu podługowato-jajowate, wielkości 5–8×3–4 mm. Pręciki osadzone u nasady listków okwiatu, o spłaszczonych, błoniastych nitkach, nieco zrośniętych u nasady. Pylniki niemal sercowate, osadzone u nasady. Zalążnia jajowata, wielkości ok. 2,5 mm, trójkomorowa z 6–10 zalążkami w każdej komorze. Szyjka słupka smukła, długości ok. 5 mm, zwieńczona małym znamieniem.
OwoceJagody. Nasiona kulistawe.

## Biologia i ekologia
RozwójKwitną od maja do czerwca.
SiedliskoGęste zarośla na skalistych, zacienionych zboczach górskich, na wysokości 2300–2600 m n.p.m.
GenetykaLiczba chromosomów 2n = 40.

## Systematyka
Należy do monotypowego rodzaju Theropogon Maxim. w podrodzinie Nolinoideae w rodzinie szparagowatych Asparagaceae. 
Historycznie zaliczany był do rodzin konwaliowatych (np. system Takhtajana z 1997 roku). 